# Michael Reinhardt
Michael Reinhardt (* 19. Juni 1961 in Frankfurt am Main) ist ein deutscher Rechtswissenschaftler und Hochschullehrer an der Universität Trier.

## Leben und Wirken
Reinhardt studierte nach Abitur und Wehrdienst Rechtswissenschaften an der Universität Bonn. Nach einem Auslandsaufenthalt an der University of Cambridge legte er 1985 sein Erstes Juristisches Staatsexamen ab. Nach dem anschließenden Referendariat legte er 1989 das Zweite Juristische Staatsexamen ab. Im selben Jahr wurde er mit der verwaltungsrechtlichen Schrift Die Eingriffsbefugnisse der Wasserbehörden bei der Sanierung von Altlasten zum Dr. iur. promoviert. 1990 erwarb Reinhardt in Cambridge am Clare-Hall-College den Master of Laws. 1996 habilitierte er sich unter Betreuung von Jürgen Salzwedel und erhielt die Venia legendi für die Fächer Staatsrecht und Verwaltungsrecht.
Seit 1996 hat Reinhardt den ordentlichen Lehrstuhl für Öffentliches Recht an der Universität Trier inne und ist seit 2006 Direktor des Trierer Instituts für Deutsches und Europäisches Wasserwirtschaftsrecht. Sein Forschungsschwerpunkt liegt vor allem im Wasserrecht. So ist er unter anderem Mitherausgeber von Kommentaren zum Wasserhaushaltsgesetz, Wasserverbandsgesetz sowie zum Bundeswasserstraßengesetz.

## Schriften (Auswahl)
- Die Eingriffsbefugnisse der Wasserbehörden bei der Sanierung von Altlasten. Universitätsverlag, Bonn 1989 (Dissertation).
- Konsistente Jurisdiktion: Grundlegung einer verfassungsrechtlichen Theorie der rechtsgestaltenden Rechtsprechung. Mohr Siebeck, Tübingen 1997, ISBN 978-3-16-146791-2 (Habilitationsschrift).
- Herausgeber mit Ludger Giesberts: Umweltrecht: Kommentar. 2. Auflage. C.H. Beck, München 2018, ISBN 978-3-406-71657-7.
- Herausgeber mit Manfred Czychowski: Wasserhaushaltsgesetz unter Berücksichtigung der Landeswassergesetze: Kommentar. 12. Auflage. C.H. Beck, München 2019, ISBN 978-3-406-73417-5.
- mit Albrecht Friesecke und Beate Heinz: Bundeswasserstraßengesetz: Kommentar. 7. Auflage. Carl Heymanns, Köln 2020, ISBN 978-3-452-28268-2.
- Als Hrsg. mit Hasche und div. anderen: Wasserverbandsgesetz, Kommentar.  2. Aufl. 2021 C.H. Beck, ISBN 978 3 406 76353 3